# Große Chiffre

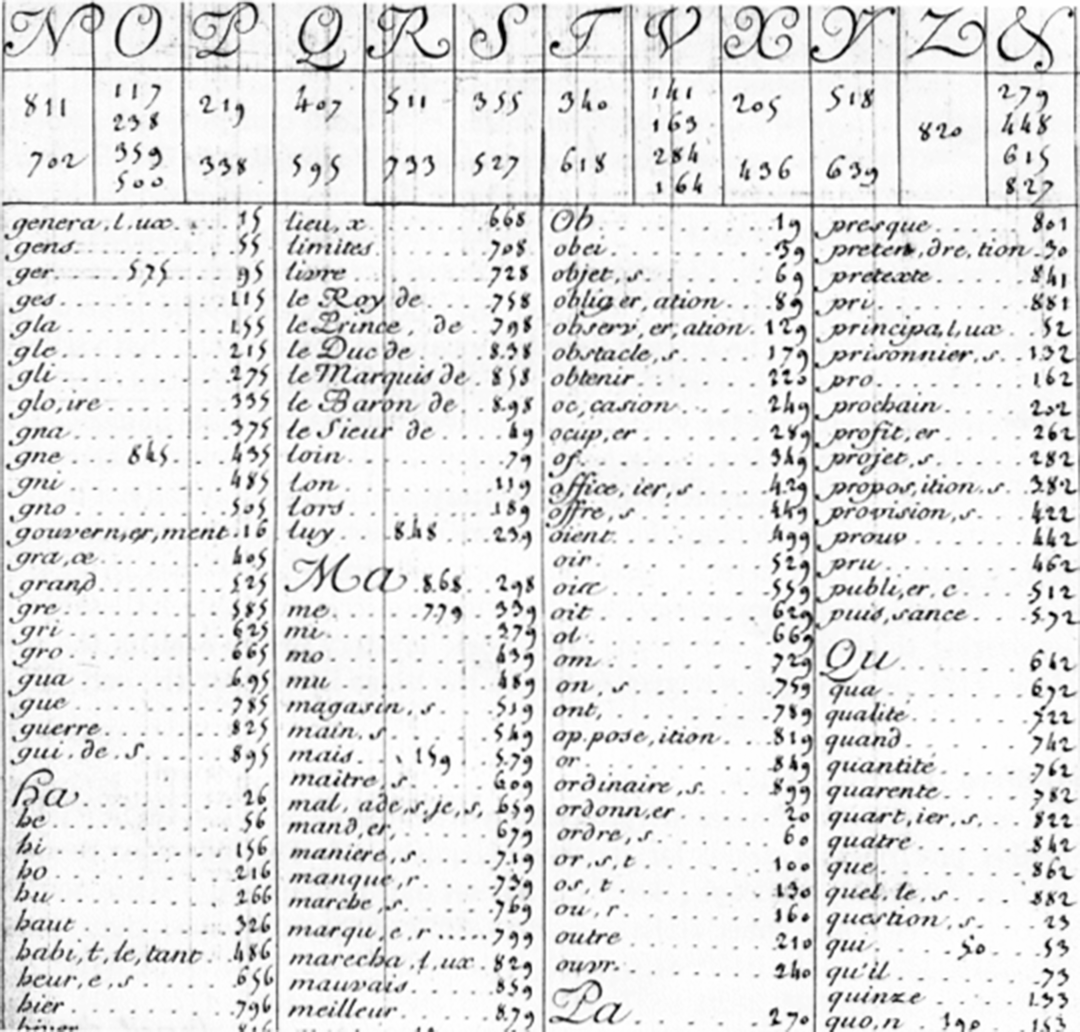
Eine Seite eines Nomenklators (von 1690) ähnlich der Großen Chiffre

Die Große Chiffre (französisch: Grand Chiffre; englisch: Great Cipher) war ein besonderer Nomenklator, der im 17. Jahrhundert durch den französischen Kryptologen Antoine Rossignol  (1600–1682) und seinen Sohn Bonaventure Rossignol in Diensten des französischen Königs Ludwig XIV. (1638–1715) in dessen Cabinet noir (deutsch: Schwarze Kammer) entwickelt wurde. Sie war so effektiv, dass sie fast 200 Jahre lang in Verwendung war.
Eine Besonderheit der Methode und ein besonderer Schutz gegen unbefugte Entzifferung dieses Nomenklators liegt darin, dass er zusätzlich zu den üblichen Codegruppen noch Blender (Füllzeichen ohne Sinn), Homophone für Silben (Ersatz von Klartextsilben durch mehrere unterschiedliche Geheimtextzeichen) sowie Fallen (Steuerzeichen, die beispielsweise die vorherige Codegruppe löschen) enthielt. Üblicherweise verschlüsselte man in dieser Zeit Botschaften, indem man die einzelnen Buchstaben einfach durch Zahlen oder Symbole ersetzte. In der einfachen Form (Wort/Zahl) war dieses Verschlüsselungssystem leicht zu brechen.
Rossignol entwickelte jedoch ein Verschlüsselungssystem, bei dem auch Silben und ganze Wörter durch Zahlen ersetzt wurden. Er verkomplizierte das System noch mehr, indem er statt eines numerischen Systems mit aufsteigender Zahlenfolge die Zahlen zufällig zuwies. Bei abgefangenen Briefen versuchte man zu erraten, was die Zahlen bedeuten sollten, aber ging dabei von einem falschen Ansatz aus, da man in Wirklichkeit auch nach Wortverbindungen hätte suchen müssen. Rossignol fügte seinen verschlüsselten Botschaften auch unsinnige Sätze mit irreführenden Inhalt ein. Um diese zu markieren, gab es ein – ebenfalls codiertes – Zeichen, das dem Empfänger den folgenden Unsinn ankündigen sollte. Die Entschlüsselung war nur mit Codetabellen möglich, auf denen das – alphabetisch gereihte – Wort und der dazugehörige Zahlenwert verzeichnet waren. Diese unterlagen der allerhöchsten Geheimhaltung. Jede unautorisierte Person, die man in Frankreich mit einer Kopie oder beim Anwenden des Codes ertappt hätte, wäre dafür hingerichtet worden.
Nach dem Tode des Königs und Antoines Enkel, Antoine-Bonaventure Rossignol, geriet die Große Chiffre in Vergessenheit und die damit verschlüsselten Dokumente konnten nicht mehr gelesen werden. Erst um 1890 gelang dem französischen Kryptoanalytiker Étienne Bazeries die Entzifferung der Großen Chiffre. Damit konnten eine Reihe von Geheimdokumenten aus der Zeit Ludwig XIV. wieder gelesen werden, was den Historikern interessante Einblicke in die damaligen Verhältnisse erlaubte. Unter anderem fand man einen mit der Großen Chiffre verschlüsselten Brief, dessen von Bazeries ermittelter Klartext als ein möglicher Beleg dafür gilt, dass es sich bei dem Mann mit der eisernen Maske um Vivien de Bulonde handeln könnte.